# Stoke-upon-Trent

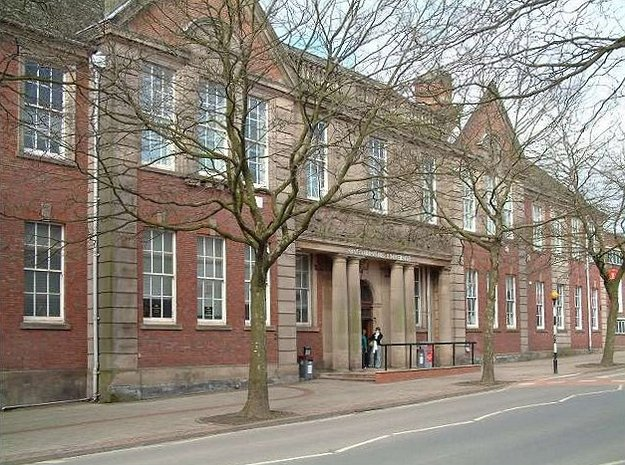
Staffordshire University i Stoke

Stoke-upon-Trent, eller Stoke, är en av de sex städer som bygger upp Stoke-on-Trent, i distriktet Stoke-on-Trent, i det ceremoniella grevskapet Staffordshire, England. Här finns stadens järnvägsstation, byggd 1848 och även grevskapets universitet.
Stoke upon Trent var en civil parish fram till 1922 när blev den en del av Stoke-on-Trent. Civil parish hade 37 935 invånare år 1921.